# Münsterlingen

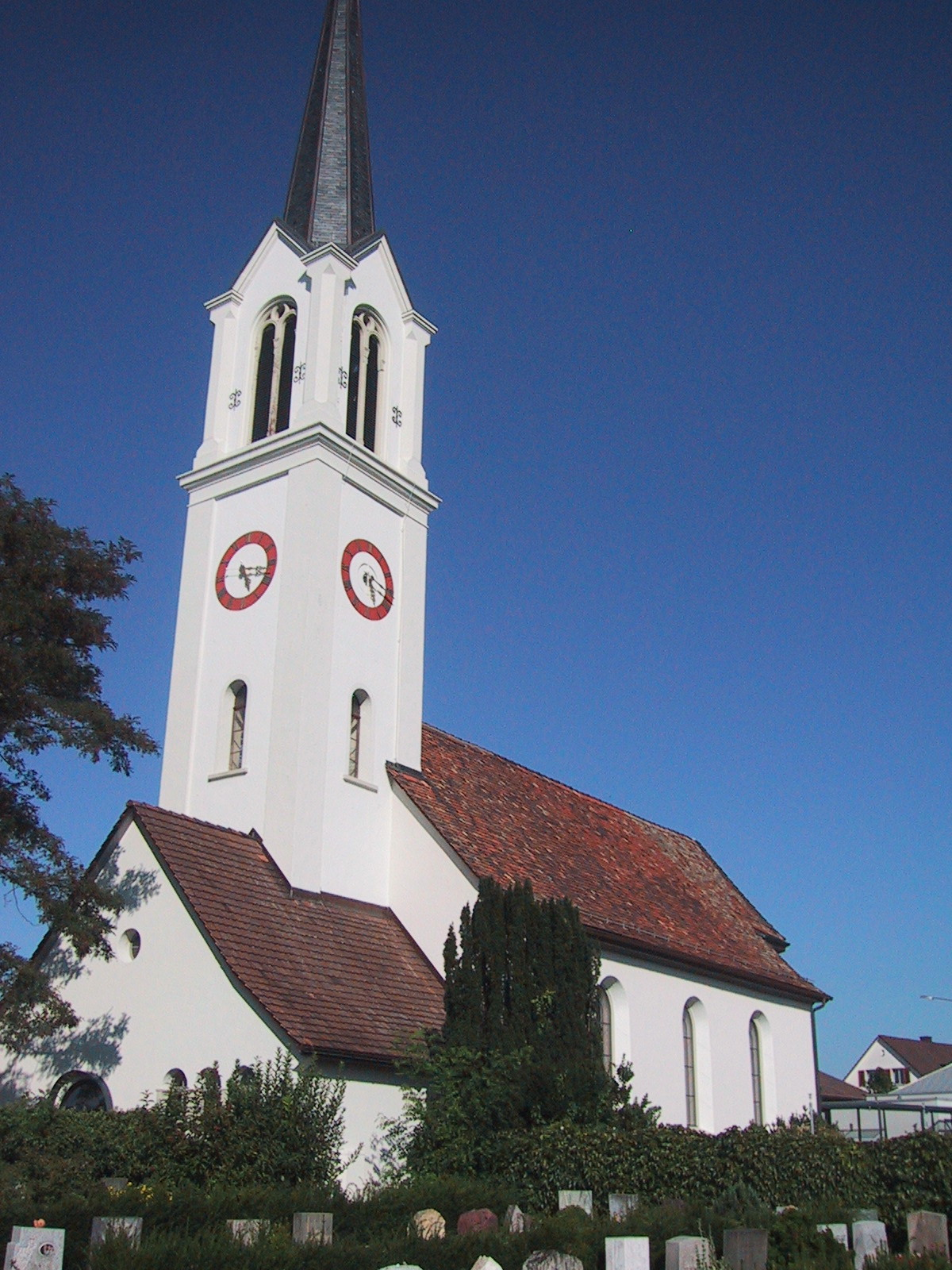
Münsterlingen

Münsterlingen este o comunitate politică cu ca. 3000 de locuitori situată în districtul Kreuzlingen, cantonul Turgovia, Elveția.

## Date geografice
Münsterlingen se află lângă lacul Constanța, între Bottighofen și Altnau. În partea de est a localității se află o mănăstire.

## Istoric
Münsterlingen a luat naștere în 1994, prin unirea localităților Landschlacht și Scherzingen. 

## Economie
În trecut pe versanții văilor s-a cultivat viță de vie, aceasta a fost treptat înlocuită prin exinderea pășunilor și a terenurilor arabile.

## Personalități marcante
- Muriel Roth, actriță